# The Escape of Jim Dolan
The Escape of Jim Dolan è un cortometraggio muto del 1913 scritto e diretto da William Duncan.

## Produzione
Il film fu prodotto dalla Selig Polyscope Company.

## Distribuzione
Distribuito dalla General Film Company, il film - un cortometraggio di due bobine- uscì nelle sale cinematografiche statunitensi il 17 novembre 1913.